# You Don’t Fool Me
«You Don’t Fool Me» (с англ. — «Ты не одурачишь меня») — песня английской рок-группы Queen с альбома Made in Heaven. Она была выпущена в качестве сингла в 1996 году и содержала, за исключением оригинала, различные ремиксы. Написана Фредди Меркьюри и Роджером Тейлором. Это одна из немногих песен Queen, которая была записана уже после сессий Innuendo. Наибольшего успеха «You Don’t Fool Me» добилась в чартах Италии.

## История
«You Don’t Fool Me» — одна из последних песен, записанных для альбома Made in Heaven, и одна из самых необычных. На своем сайте Брайан Мэй рассказывает, что Дэвид Ричардс, продюсер группы, почти единолично, по крупицам создал эту песню из отрывков, записанных незадолго до смерти Меркьюри. Мэй говорит, что до работы, проделанной Ричардсом, ни о какой песне и речи не было. Тем не менее, составив и отредактировав песню (включив в неё и партии, сочиненные для «A Winter’s Tale»), Ричардс представил её оставшимся членам группы. После этого Брайан Мэй, Роджер Тейлор и Джон Дикон добавили свои инструментальные партии и записали бэк-вокал и с удивлением услышали законченную вещь, написанную с нуля. Стиль песни напоминает альбом Queen 1982 года Hot Space — об этом говорится в их альбоме Greatest Hits III.

## Видеоклип
Действие клипа происходит в ночном клубе: некто неожиданно встречает свою бывшую любовь и вспоминает моменты из их недолгих отношений. Возможно, тема песни является продолжением истории, положенной в основу песен группы «Play the Game» и «It’s a Hard Life».

## Список композиций
CD сингл:
1. «You Don’t Fool Me» (edit) — 3:54
2. «You Don’t Fool Me» (album version) — 5:25

CD макси:
1. «You Don’t Fool Me» (album version) — 5:25
2. «You Don’t Fool Me» (edit) — 3:54
3. «You Don’t Fool Me» (Sexy Club mix) — 10:18
4. «You Don’t Fool Me» (Dancing Divaz Club mix) — 7:07

12" макси — Europe:
1. «You Don’t Fool Me» (Sexy Club mix)
2. «You Don’t Fool Me» (Dancing Divaz Club mix)
3. «You Don’t Fool Me» (B.S. Project remix)
4. «You Don’t Fool Me» (Dancing Divaz Instrumental Club mix)

12" макси — U.S.:
1. «You Don’t Fool Me» (Freddy’s Club mix) — 7:02
2. «You Don’t Fool Me» (album version) — 5:24
3. «You Don’t Fool Me» (Freddy’s Revenge Dub) — 5:53
4. «You Don’t Fool Me» (Queen for a Day mix) — 6:33

Некоторые US 12" не имеют альбомную версию.

### Ремиксы
CD single:
1. «You Don’t Fool Me» (B.S. Project remix — edit) — 3:15
2. «You Don’t Fool Me» (edit) — 4:40

CD макси — UK release only:
1. «You Don’t Fool Me» (album version) — 5:24
2. «You Don’t Fool Me» (Dancing Divaz Club mix) — 7:05
3. «You Don’t Fool Me» (Sexy Club mix) — 10:53
4. «You Don’t Fool Me» (Late mix) — 10:34

12" макси — UK release only:
1. «You Don’t Fool Me» (Dancing Divaz Club mix) — 7:05
2. «You Don’t Fool Me» (Late mix) — 10:34
3. «You Don’t Fool Me» (Sexy Club mix) — 10:53
4. «You Don’t Fool Me» (album version) — 5:24

Cassette single (plays the same on both sides):
1. «You Don’t Fool Me» (album version) — 5:24
2. «You Don’t Fool Me» (Dancing Divaz Club mix) — 7:05

## Позиции в хит-парадах
| Чарт (1996)                      | Наивысшая позиция |
| -------------------------------- | ----------------- |
| Austrian Singles Chart           | 23                |
| Belgian (Flanders) Singles Chart | 13                |
| Belgian (Wallonia) Singles Chart | 14                |
| Dutch Singles Chart              | 21                |
| French SNEP Singles Chart        | 14                |
| German Singles Chart             | 26                |
| Irish Singles Chart              | 23                |
| Italian Singles Chart            | 1                 |
| Swedish Singles Chart            | 52                |
| Swiss Singles Chart              | 27                |
| UK Singles Chart 1               | 17                |

| Годовые чарты (1996)             | Позиция |
| -------------------------------- | ------- |
| Belgian (Flanders) Singles Chart | 58      |
| Belgian (Wallonia) Singles Chart | 70      |

## Участники записи
- Фредди Меркьюри — ведущий вокал, бэк-вокал
- Брайан Мэй — гитара
- Роджер Тейлор — ударные, перкуссия, клавишные, бэк-вокал
- Джон Дикон — бас-гитара